# Cmentarz wojenny nr 89 – Gorlice
Cmentarz wojenny nr 89 – Gorlice – był to austriacki cmentarz wojenny z okresu I wojny światowej wybudowany przez Oddział Grobów Wojennych C. i K. Komendantury Wojskowej w Krakowie na terenie jego okręgu III Gorlice.
Znajdował się w Gorlicach w województwie małopolskim przy dzisiejszej ulicy Mikołaja Kopernika. 
Cmentarz zbudowano na planie prostokąta, był ogrodzony wysokim murem z kamiennych ciosów. Pochowano na nim, w dwóch mogiłach zbiorowych, 61 żołnierzy niemieckich. Znane są nazwiska wszystkich tam spoczywających, którzy polegli w 1915 roku.
Obiekt projektował Hans Mayr.
Cmentarz zlikwidowano w latach 60. XX wieku w związku z budową bloków osiedla mieszkaniowego. Prochy żołnierzy ekshumowano i przeniesiono na cmentarz wojenny nr 91 w Gorlicach.